# 戴维斯暨埃尔金斯学院

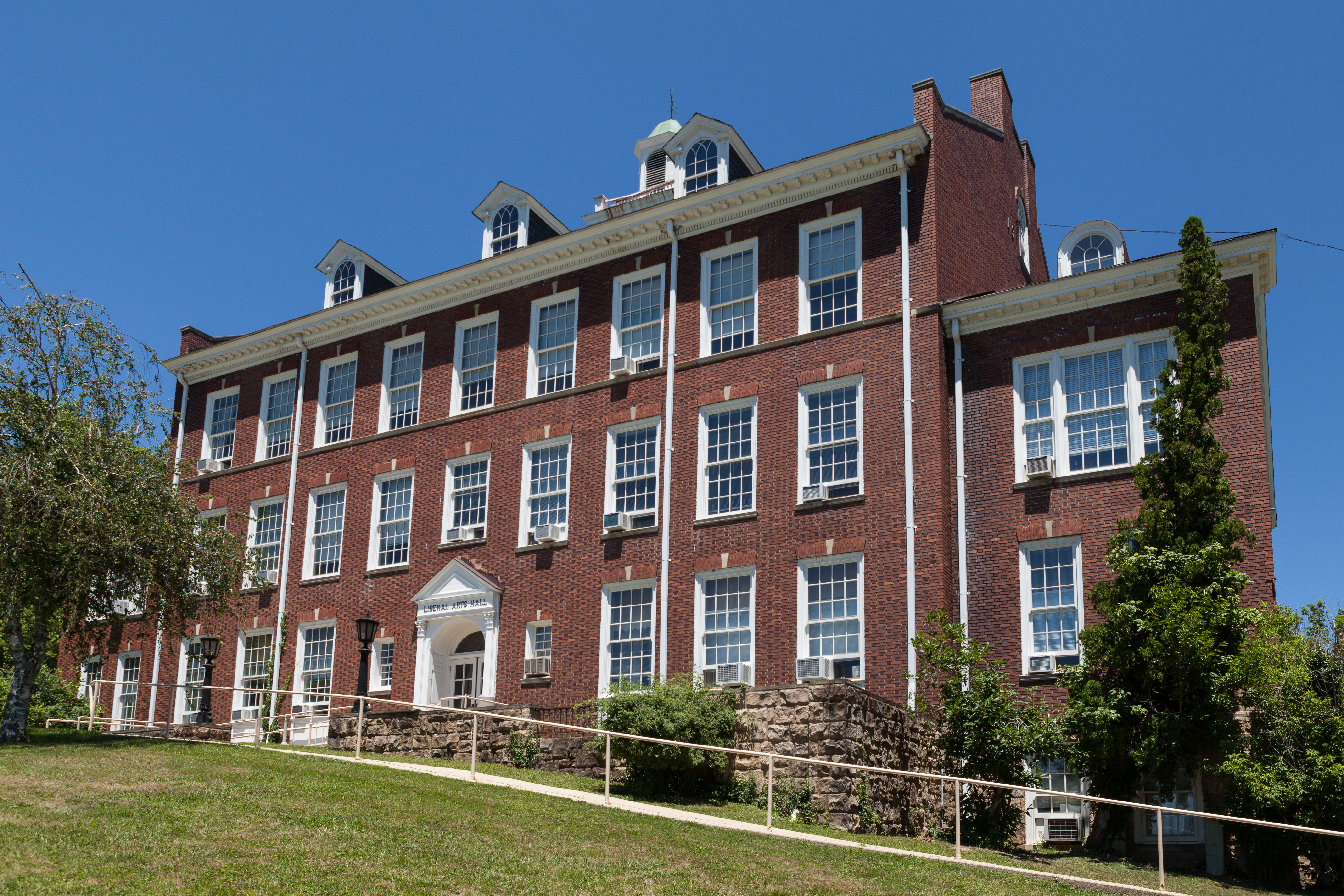

戴维斯暨埃尔金斯学院, 亦被称为 D&E, 是一所位于埃尔金斯，西弗吉尼亚拥有710名学生小型寄宿制自由艺术学院. 该校创始于1904年并附属于长老教会.  它以亨利 G. 戴维斯 及其女婿斯蒂芬 B. 埃尔金斯得名，两人均为出自西弗吉尼亚的联邦元老院成员 . 学院新闻元老, 创始于1922年12月。
学校的运动队，以元老命名，在全国大学体育协会第二区西弗吉尼亚校际竞技大会中竞争。
校长是G.T. "雄鹿" 斯密斯。他从1998年到2001年任学院顾问。他在2008年被指定为校长。因为学院的财政困境，尽管每年被给予13万美元，他仍无薪工作。

## 录取
在2009年秋季学期，全日制新生人数总计310名，比一年前增长了超过50%。学校有625名全日制学生。

## 校园建筑
1890-1924
- 哈里赫斯特楼
- 雅苑楼
- 冰屋
- 扉屋

1925-1976
- 自由艺术厅
- 查尔斯阿尔伯特厅
- 锅炉房剧院
- 纪念运动馆 (原有)
- 詹宁斯拉诺尔夫厅
- 祝福厅
- 埃舍尔曼科学中心
- 若宾斯教堂
- 赫曼斯中心
- 雅苑旅馆暨若伯特比厄德会议中心
- 达比厅，女新生
- 若克三那亭，高年级女生
- 木虫厅，男新生
- 主席套间，高年级学生
- 国际厅，高年级女生

1992-2007
- 亭书库
- 查尔斯给茨纪念塔
- 若宾斯塔
- 默克当奈尔中心(新运动馆)

## 附属项目
- 奥古斯塔遗产中心, 位于 戴维斯暨埃尔金斯学院 -- 一个致力于传统艺术与音乐，有着十个以上主题的中心。主题包括旧时代，蓝草，凯珍人，爱尔兰人，舞蹈，木质与金属制品并且每个夏天，多于连续五个星期，一般在七八月。

## 著名校友
- 托比 石匠,职业垒球手[4]
- 朱德森 哈德森, 职业足球手, 1940年为NFL的奇卡勾主教招募
- 荣 佩恩博士，在D&E的商业管理的教授及主席，D&E服务时间最长的教授(服务学院65年)
- 阿德里安 P. 爱德沃兹，职业协会足球手
- 印 马拉维奇, 职业篮球手, 学院教练及"活塞" 马拉维奇之父.